# Почитание царской семьи

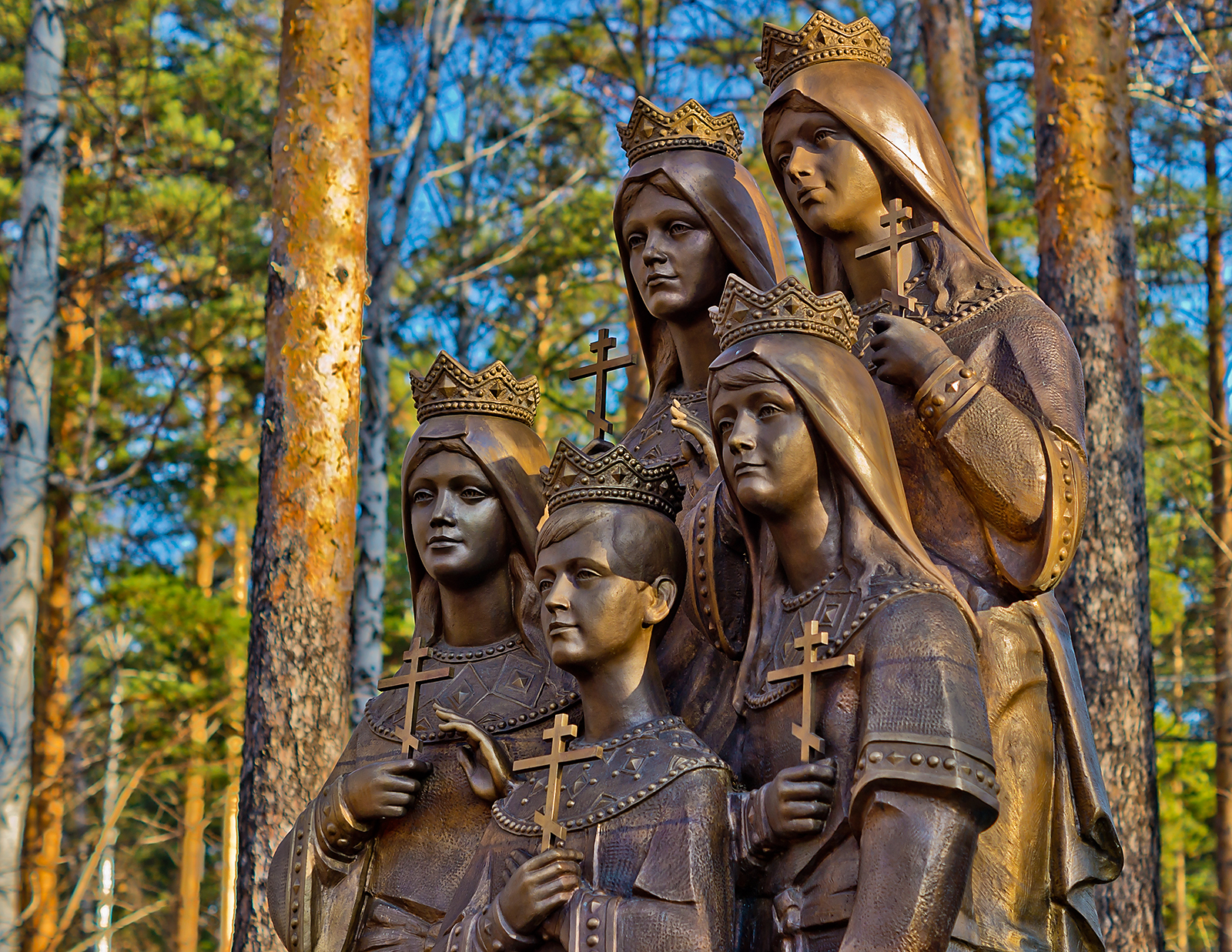
Памятник детям Николая II и Александры Фёдоровны, Ганина Яма

Почитание православными верующими Николая II, его жены Александры Фёдоровны и их пятерых детей, расстрелянных в Екатеринбурге в ночь с 16 на 17 июля 1918 года, началось вскоре после их гибели. Наиболее значимым результатом почитания стала канонизация членов семьи Николая II в качестве мучеников в 1981 году Русской православной церковью заграницей и в качестве страстотерпцев Русской православной церковью Московского патриархата в 2000 году.
Почитание царской семьи выражается в иконографии, почитании мощей, посвящении храмов, поклонных крестов, возведении памятников, проведении различных церемоний. Во многих местах проводятся посвящённые царской семье крестные ходы, которые с течением времени становятся всё более многолюдными. Центром почитания царской семьи стал Екатеринбург.

## «Стихийное» почитание
Почти незамедлительно после объявления о казни Николая II и его семьи в отдельных группах верующих слоёв российского общества начали возникать настроения, приведшие в итоге к канонизации.
Через три дня после расстрела, 8 (21) июля 1918 года во время богослужения в Казанском соборе в Москве патриарх Тихон произнёс проповедь, в которой обозначил «суть духовного подвига» царя и отношение церкви к вопросу казни: «На днях свершилось ужасное дело: расстрелян бывший Государь Николай Александрович… Мы должны, повинуясь учению слова Божия, осудить это дело, иначе кровь расстрелянного падет и на нас, а не только на тех, кто совершил его. Мы знаем, что он, отрекшись от престола, делал это, имея в виду благо России и из любви к ней. Он мог бы после отречения найти себе безопасность и сравнительно спокойную жизнь за границей, но не сделал этого, желая страдать вместе с Россией. Он ничего не предпринимал для улучшения своего положения, безропотно покорился судьбе». Кроме того, патриарх Тихон благословил архипастырей и пастырей совершать панихиды о Романовых.
По мнению РПЦ, характерное для народа благоговейное уважение к миропомазаннику, трагические обстоятельства его смерти от рук врагов и жалость, которую вызывала гибель ни в чём не повинных детей, — из всего этого постепенно сформировалось отношение к царской семье не как к жертвам политической борьбы, а как к христианским мученикам. Как отмечал митрополит Крутицкий и Коломенский Ювеналий, «почитание Царской Семьи, начатое Тихоном, продолжалось — несмотря на господствовавшую идеологию — на протяжении нескольких десятилетий советского периода нашей истории. Священнослужители и миряне возносили к Богу молитвы о упокоении убиенных страдальцев, членах Царской Семьи. В домах в красном углу можно было видеть фотографии Царской Семьи». О масштабах этого почитания данных нет.
В эмигрантской среде эти настроения были ещё более очевидными. Например, в эмигрантской прессе появлялись сообщения о чудесах, совершённых царственными мучениками (1947). Митрополит Сурожский Антоний в интервью 1991 года, характеризующем ситуацию среди русских эмигрантов, указывал, что «многие за границей почитают их святыми. Те, кто принадлежит к патриаршей церкви или другим церквам, совершают панихиды в память их, а то и молебны. А в частном порядке считают себя свободными им молиться», что, по его мнению, уже является местным почитанием.
В РПЦЗ присутствовала идея, что убийство царской семьи было «ритуальным» и совершённым евреями-слугами грядущего антихриста, о чём «свидетельствовала» «каббалистическая надпись». Так, эту версию в проповеди на 54-ю годовщину убийства излагал один из виднейших иерархов РПЦЗ, ректор Свято-Троицкой семинарии в Джорданвилле, архиепископ Аверкий (Таушев).
В 1981 году царская семья была прославлена решением Архиерейского собора Русской зарубежной церкви. Это событие усилило внимание к вопросу о святости последнего русского царя и в СССР.
Во второй половине 1980-х годов в связи с Перестройкой в советском обществе возросла политическая активность, стало возможным обсуждать запретные ранее темы. Одним из таких вопросов была канонизация царской семьи.
16 июля 1989 года вечером на пустыре, где ранее стоял дом Ипатьева, стали собираться люди. Там впервые открыто прозвучали народные молитвы Царственным мученикам. 18 августа 1990 года на месте Ипатьевского дома был установлен первый деревянный крест, возле которого верующие стали молиться один-два раза в неделю, читать акафисты.
В 1980-х годах в России также был поднят вопрос об официальной канонизации хотя бы расстрелянных детей, чья безвинность не вызывает сомнений. Упоминаются написанные без церковного благословения иконы, в которых были изображены только они одни, без родителей. В 1992 году к лику святых была причислена сестра императрицы великая княгиня Елизавета Фёдоровна, ещё одна жертва большевиков. Тем не менее существовало и большое число противников канонизации.

## Постсоветский период
В 1993 году «покаяние за грех цареубийства от лица всей Церкви» было принесено патриархом Алексием II, писавшим: «Мы призываем к покаянию весь наш народ, всех чад его, независимо от их политических воззрений и взглядов на историю, независимо от их этнического происхождения, религиозной принадлежности, от их отношения к идее монархии и к личности последнего Российского Императора».
Канонизации царской семьи РПЦ, произошедшей в 2000 году, предшествовала длительная дискуссия, которая велась в церковном сообществе: как по принципиальному вопросу — заслуживает ли семья Романовых канонизации, так и по частной проблеме — в каком чине — великомучеников, страстотерпцев или просто мучеников — это прославление должно произойти. Острая полемика, нередко перетекавшая во взаимные обвинения сторон, происходила на страницах официальных церковных изданий и в обширном пространстве православной публицистики различных направлений. Не дожидаясь принятия общецерковного решения сторонники канонизации приступили к изготовлению священных изображений Николая II, составлению молитвенных текстов, вариантов житий.
Принято считать, что царская семья была расстреляна в Ипатьевском доме в Екатеринбурге 17 июля 1918 года. Исследователи вели многолетние споры о судьбе царских останков. Помимо общепринятой версией о гибели царственной семьи от пуль, существует версия о «ритуальном» убийстве царственной семьи Романовых. По этой версии, голова императора, была отрублена. Легенда имеет большую популярность в среде современных монархистов, которые считают, что голова Николая могла быть замурована или в Крёмлевской стене в Москве или в фундаменте мавзолея Ленина либо хранилась заспиртованной в ВЧК на Лубянке. Правые радикалы подчёркивали «еврейское происхождение» организаторов убийства и наличие «каббалистической надписи», которая якобы была обнаружена на стене дома Ипатьева. Версия о «ритуальном убийстве» евреями и «каббалистической надписи» получила поддержку в кругах близких к митрополиту Иоанну (Снычёву). Она активно разрабатывалась экономистом Олегом Платоновым, проводившим последовательную связь «ритуальных убийств», с точки зрения радикалов, имевших место в русской истории (мученик Евстратий Печерский, царевич Дмитрий, Андрей Ющинский и другие).
Одной из важных сторон полемики, которая велась внутри церковной среды, стал вопрос об обстоятельствах кончины царской семьи: была ли она «ритуальным убийством» или стала традиционным мученическим подвигом — подражанием страданиям Христа и мученическим свидетельством о православной вере.
По мнению религиоведа Бориса Кнорре, решение вопроса, кто виноват в убийстве царской семьи, стало камнем преткновения в среде православных монархистов — водоразделом между теми, кто согласен воспринимать революционные события в историческом плане, и ультранационалистическими монархистами, которые склонны к мистическому взгляду, предпочитают в отношении России говорить о «метаистории» — эта группа в современное время представляет царебожничество. Первые считают, что участие в цареубийстве и в кровавом перевороте «тайных сил» не снимает вину за это новое «распятие Христа» с русского народа. Вторые утверждают, что сам русский народ, был «обманут тайными слугами антихриста», «не распинал Христа», а вина его лишь в попустительстве злу, совершённому «жидомасонскими силами».
При канонизации царской семьи Московская патриархия не последовала призыву радикальных кругов, которые требовали признать членов царской семьи не просто святыми, но жертвами «ритуального жертвоприношения». Погибшие были канонизированы как страстотерпцы, а не как мученики. Канонизация царской семьи в чине страстотерпцев позволила трактовать это убийство, которое было совершено революционерами прежде всего по политическим мотивам, в качестве жертвенного подражания Христу, религиозно-нравственного подвига кротости и смирения царя и его домочадцев. Страстотерпцы могут принять мученический венец не от иноверцев, а от «своих» же палачей. РПЦ приняла точку зрения государственной следственной экспертизы. Криминалист Владимир Соловьёв полностью отверг версию «ритуального убийства». Согласно его выводам, все участники казни были атеистами и интернационалистами, группа почти полностью состояла из русских, с участием одного еврея (Я. М. Юровского).

### Храмы, монастыри, поклонные кресты и памятники
В начале 1990-х годах на месте убийства царской семьи был воздвигнут крест, рядом с которым на стене имелась надпись: «Здесь жиды убили царскую семью. Жидам не простим!». Отдельными местными священнослужителями одобрялось написанное. В 1991 году архиепископ Мелхиседек (Лебедев) благословил установку поклонного креста в урочище Ганина Яма. На Вознесенской горке был построен небольшой храм-часовня.
В 2000 году, во время своего визита патриарх Алексий II благословил создание в урочище Ганина Яма монастыря в честь царственных страстотерпцев. Монастырь Святых Царственных Страстотерпцев был создан к 2001—2002 годам. В нём имеется несколько храмов, в том числе храм в честь Святых Царственных Страстотерпцев.
В мае 1996 года в селе Тайнинском (Мытищи) около храма Благовещения Пресвятой Богородицы скульптором Вячеславом Клыковым был воздвигнут памятник Николаю II. 1 апреля 1997 году памятник был взорван членами левоэкстремистской организации «Реввоенсовет» (РВС). Скульптор назвал это святотатством, произведённым врагами Отечества. В августе 2000 года скульптура была восстановлена и получила благословение патриарха Алексия II. Эти события усилили популярность и памятника и расположенного близ него храма.
В октябре 2001 года в Госдуме рассматривался проект установления памятника Николаю II на Лубянской площади в Москве, но предложение не получило широкой поддержки.

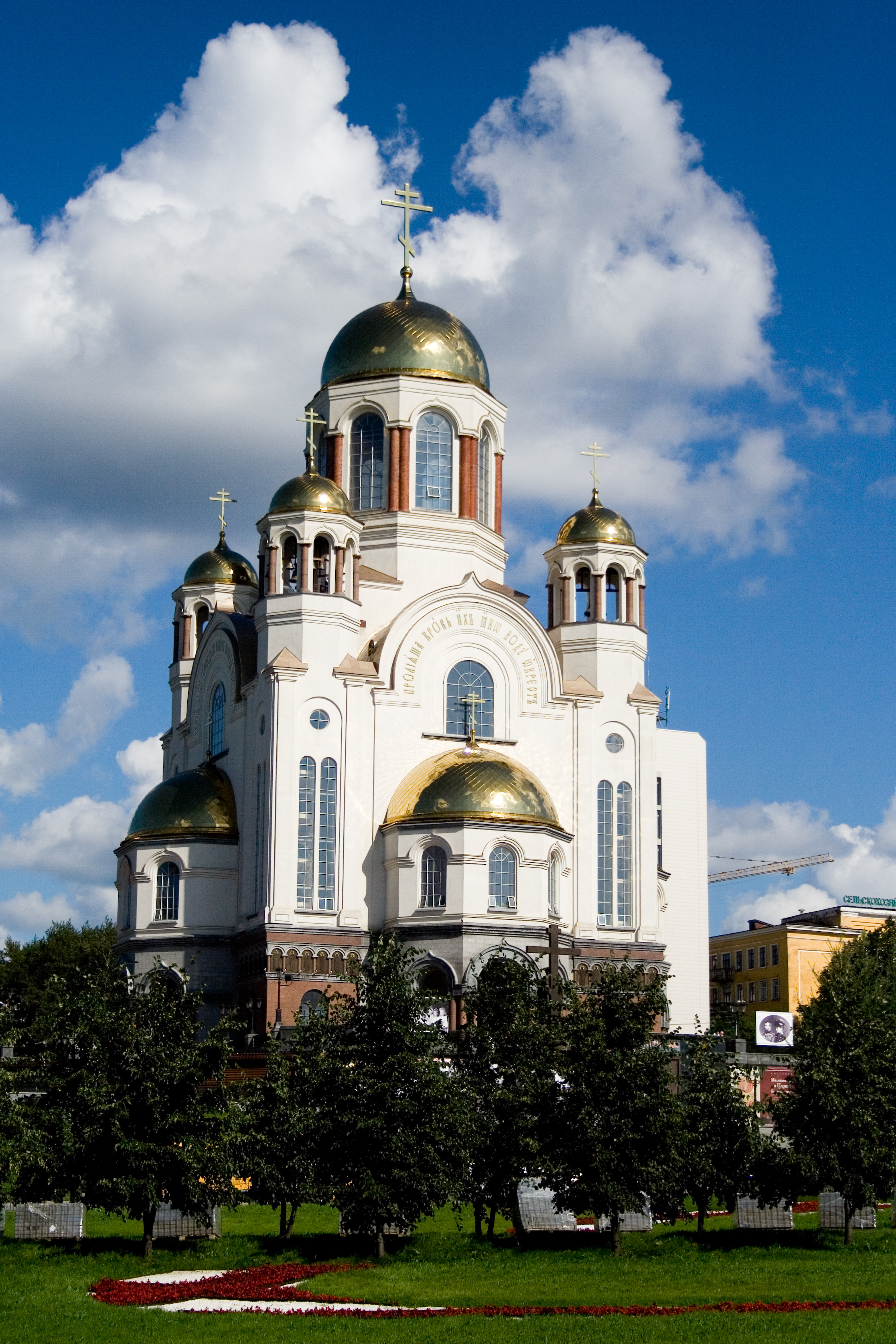
Храм на Крови во имя Всех святых, в земле Российской просиявших на месте Ипатьевского дома в Екатеринбурге

Некоторые храмы и часовни (полный перечень храм и часовен включает около 116 объектов):
Россия
Основные
- Храм на Крови во имя Всех святых, в земле Российской просиявших на месте Ипатьевского дома в Екатеринбурге (2003).
- Монастырь в честь Святых Царственных Страстотерпцев на Ганиной Яме под Екатеринбургом на месте погребения убитых (2000).

Другие
- Домнинский во имя Святых Царственных Страстотерпцев императора Николая, императрицы Александры, цесаревича Алексия, великих княжон Ольги, Татианы, Марии и Анастасии женский монастырь Костромской и Галичской епархии[25].
- Храм Царственных страстотерпцев на въезде в Рязани со стороны Москвы.
- Храм Царственных страстотерпцев в Тверском Христорождественском монастыре.
- Храм Святых Царственных страстотерпцев в Курске.
- Храм цесаревича Алексия в Шарье Костромской области.
- Храм Державной иконы Божией Матери в Жуковском.
- Храм святого Царя Мученика Николая в Никольском, посвящённый памяти Николая II и царственной семьи, воздвигнут в 2000 году[23].
- Храм Святых царственных страстотерпцев Николая и Александры в посёлке Сертолово.
- Храм во имя Святых Царственных Страстотерпцев в Саратове.
- Храм во имя Святых Царственных мучеников в посёлке Дубки, Саратовского района Саратовской области.
- Храм во имя святых страстотерпцев царя Николая и царицы Александры при Санкт-Петербургской государственной педиатрической медицинской академии.
- Храм страстотерпца царя Николая в Чкаловском, Щёлково Московской области.
- Храм Святых Царственных мучеников (страстотерпцев) в Ижевске[26].
- Храм Святых Царственных Страстотерпцев (Москва) в Войковском районе Москвы
- Храм Новомучеников и Исповедников Российских в Парфинском районе, деревня Юрьево (19 февраля 2017).
- Придел Казанского собора Дивеевского монастыря (2008).

Другие страны
- Часовня-памятник усопшим русским эмигрантам, Николаю II и его августейшей семье возведена на кладбище в Загребе (1935)
- Часовня в память об императоре Николае II и сербском короле Александре I в Харбине (1936)
- Храм святого царя-мученика и святых новомучеников и исповедников в Вильмуасоне, Франция (1980-е годы)
- Храм царственных страстотерпцев в городе Мар-дель-Плата, Аргентина
- Храм Царственных Мучеников в Днепре (ж/м Игрень), Украина
- Храм Святых царственных мучеников и всех новомучеников и исповедников XX века в Могилёве, Беларусь

### Крестные ходы и митинги. Царские дни
В июле 1990 года на одном из митингов национал-патриотов убийство царской семьи называлось «ритуальным», что трактовалось как «символическое уничтожение суверенитета российского народа».
В июле 1989 года на месте Ипатьевского дома собралось около 200—250 человек, в начале 1990-х годов — уже несколько тысяч вместе со служителями Екатеринбургской епархии. Инициатором этого движения являлся активист вначале РПЦЗ, а затем РПЦ, А. М. Верховский, сподвижник архиепископа Мелхиседека (Лебедева), принимавший деятельное участие во всех православных обрядах на Вознесенской горке.
На Вознесенской горке начали проводиться «царские крестные ходы». С этого времени крестный ход проводится в Екатеринбурге каждый год в урочище Ганина Яма. В крестном ходе 19 мая 2001 года, растянувшемся на 20 км и двигавшемся из центра Екатеринбурга к Ганиной Яме, приняли участие несколько тысяч человек.
С 2002 года в Екатеринбурге ежегодно 16—17 июля проходит фестиваль православной культуры «Царские дни», на которые приезжают православные паломники со всей России. Главными событиями этого фестиваля являются ночная Божественная литургия и 21-километровый покаянный Царский крестный ход от Храма на Крови до Ганиной Ямы, повторяющий путь, которым везли убиенных Царственных страстотерпцев.
В 2006 году в этом крестном ходе участвовало около 15 тысяч паломников, в 2008 году — до 35 тысяч, 17 июля 2013 году — около 40 тысяч, 17 июля 2015 года — около 60 тысяч — по официальным данным епархии (по другим подсчётам — чуть более 20 тысяч). 17 июля 2016 года в мероприятии приняли участие от 50 до 80 тысяч человек. На «Царском крестном ходе» в Екатеринбурге собираются паломники из разных городов России и из-за пределов страны. В июле 2015 году в мероприятии впервые участвовали японские самураи. В 2017 году в «Царских днях» приняли участие более 60 тысяч верующих. Наибольшее число участников крестного хода было в 2018 году в 100-летнюю годовщину расстрела царской семьи — 100 тысяч человек, в 2019 году — 60 тысяч. В 2020 году участвовало 10 тысяч человек, и две тысячи приняли участие в альтернативном крестном ходе схимонаха Сергия (Романова), называемого раскольником и царебожником, в Среднеуральском женском монастыре.
Связанные с почитанием царской семьи крестные ходы проходят в селе Тайнинское. 17 июля 2013 года в крестном ходе к Тайнинскому приняли участие до 50 тысяч человек.
12-17 июля 2001 году масштабный «Царский крестный ход» в память гибели царской семьи прошёл вдоль Волги вплоть до Костромы. Его участники утверждали, что делаются это во имя возрождения Святой Руси. 15 марта 2007 году около сотни петербуржцев провели крестный ход от станции Дно до Пскова в ознаменование 90-летней годовщины отречения Николая II. В 2008 году в юбилей 90-летия убийства царской семьи крестные ходы и поминальные молебны были проведены в пригородах Санкт-Петербурга, в Рязани, Киеве, Одессе, Днепропетровске, Ростове-на-Дону, Тобольске и Улан-Удэ. С 2009 года, крестные ходы и молитвенные стояния регулярно проходят в Санкт-Петербурге, где в них участвуют от 500 до 1000 участников. В июле 2016 году в Санкт-Петербурге прошёл очередной Международный молодёжный крестный ход «Царский путь». В июле 2012 году в Самаре был проведён покаянный крестный ход, собравший более 500 человек, и с того времени проводившийся ежегодно.
Начиная с 2001 года ежегодно в мае проходят «Царские дни в Иваново», участники которых считают, что в 1917 году случилась не смена власти, а «разрушение Богом установленного порядка вещей».
В середине июня 1999 года был проведён своеобразный крестный ход с иконой Николая II, которая вместе с иконой Богородицы на самолёте облетела все пределы России. Спустя месяц несколькими десятками верующих икона была пронесена от Иванова до Костромы. С этого времени крестные ходы с этой иконой регулярно проводятся в разных российских регионах России.
В годовщину гибели царской семьи православными фундаменталистами в течение нескольких лет проводились молитвенные стояния и крестные ходы в Москве, начиная от созданного скульптором Вячеславом Клыковым памятника Кириллу и Мефодию. На этих мероприятиях убийство царской семьи называлось «ритуальным». Акция проводилась совместно организациями «Союз православных хоругвеносцев», Союз «Христианское Возрождение» и «Союз православных братств», возглавляемых Леонидом Симоновичем-Никшичем и Владимиром Осиповым. В 2007 года мероприятие прошло в храме Всех Святых на Соколе, где под лозунгом «Долой цареубийц» участники требовали переименования станции метро «Войковская». В июле 2016 году мероприятие было проведено монархическими организациями в Москве на Суворовской площади, где вспоминалось о борьбе Христа с антихристом и о «ритуальном убийстве» и подвергался проклятию находившийся в производстве фильм Алексея Учителя «Матильда».
В июне 2016 года участниками крестного хода «За мир в Донбассе», проведённого по инициативе российского Общественного движения «Общее Дело», была пронесена икона святого царя-мученика Николая II и святого цесаревича Алексия. мероприятие сопровождалось чтением проповедей о подвиге святого царя и о необходимости возрождения монархии.
В начале 2000-х годах в газете «Земщина» регулярно публиковалась хроника крестных ходов и молитвенных стояний, на которых вспоминались русские цари как «удерживающие» и проклиналась «тайна беззакония», отождествляемая с деятельностью евреев и масонов. Такая память культивируется «Союзом православных хоругвеносцев» и Союзом «Христианское Возрождение». Их самодеятельные молитвы о восстановлении самодержавия включают мотив «ритуального убийства». Совместное молитвенное стояние, посвященное 94-й годовщине расстрела царской семьи, было проведено в июле 2012 году в Москве в сквере имени космонавта В. Н. Волкова Союзом «Христианское Возрождение», «Союзом православных братств» и «Российским имперским движением». Там говорилось, что убийство царской семьи совершено евреями по указке собратьев из США. В акции приняли участие более 300 человек.
По благословению митрополита Санкт-Петербургского и Ладожского Владимира ежегодно стал проводиться покаянный крестный ход из Санкт-Петербурга в Екатеринбург к месту гибели семьи Николая II. Он символизирует покаяние за грех отступления русского народа от соборной клятвы 1613 года на верность царственному роду Романовых.

### Иконография

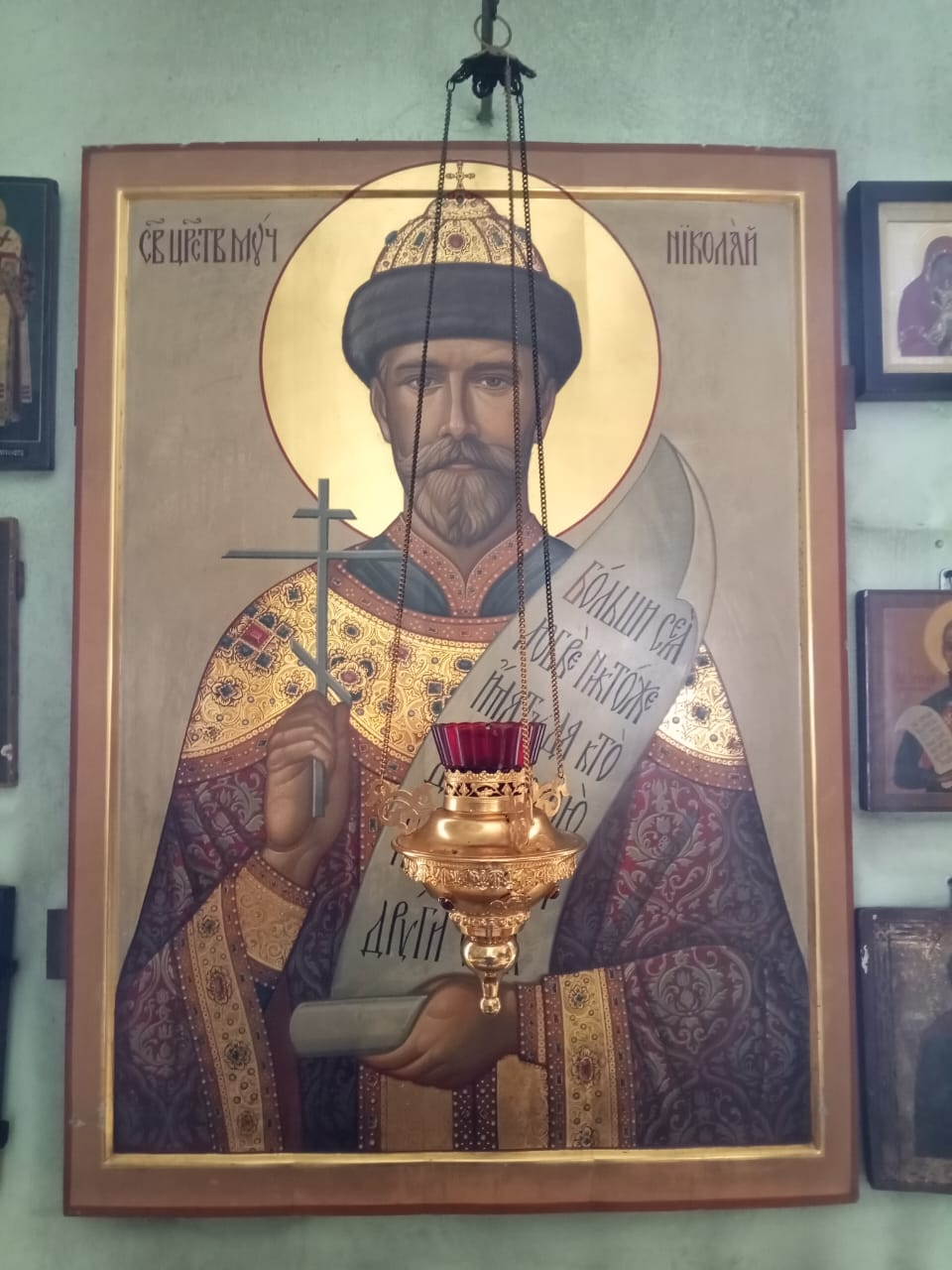
Икона Николая II. Николо-Тихонов монастырь, Ивановская область. Подпись: «Святой царственный мученик Николай».

Встречается как коллективное изображение всей семьи, так и каждого из её членов по отдельности. В иконах «зарубежного» образца к Романовым присоединяются канонизированные слуги. Страстотерпцы могут изображаться как в современной им одежде начала XX века, так и в стилизованных под древнерусские одеяниях, по стилю напоминающих царские одеяния с парсун.
Фигуры святых Романовых встречаются также в многофигурных иконах «Собор новомучеников и исповедников Российских» и «Собор Святых покровителей охотников и рыболовов».
- Мироточивые иконы
  - Мироточивая икона в Бутове
  - Надымская икона государя Николая II, почитаемая как одна из главных святынь Сибирского казачьего войска Союза казаков России[39].
  - Мироточивая икона царской семьи в храме святителя Николая Чудотворца в Бирюлёве[40].
  - Мироточивая икона императора Николая II, принадлежащая Олегу Бельченко, находится в храме Святителя Николая в Пыжах, регулярно возится по миру и на крупные церковные мероприятия[41][42][43][44]. Первое сообщение о мироточении было в доме писательницы А. В. Дьяковой 7 ноября 1998 года, то есть до момента канонизации царской семьи[45].
- Кровоточивая икона
- Благоухающая икона

Версия об усекновении головы Николая II была «оформлена» созданием иконы царя с «усеченной главой», лежащей на блюде. Русская иконография связывает мотив «усеченной главы» с образом Иоанна Предтечи. Праздниками Усекновения и троекратного «обретенья» главы Иоанна Предтечи посвящена икона, на которой изображена лежащая на блюде голова пророка Мессии — помазанника из дома царя Давида. Некоторые царские иконы изображают Иоанна Крестителя на клеймах. Образ Николая, который копирует образ Иоанна Предтечи, находится в контексте эсхатологических ожиданий современных монархистов, тысячелетнего русско-славянского царства. «Усеченная глава» последнего русского царя воспринимается как искупительная жертва за грехи, совершённые русским народом (что отсылает к учению о царе-искупителе) — залог грядущего возрождения России и становления Нового Царства. Царю в этом процессе отводится роль как жертвы, так и молитвенника за грехи своего народа. На некоторых иконах царь изображён держащим свиток со словами: «Понеже точию лице его приму аще бо не его ради погубил бых убо вас: не глаголасте бо истинна раба моего» (Иов. 42:8). Мотив жертвы часто встречается в российской истории московского и петербургского периодов, включая убийство царских сыновей.
Тему «усекновения главы» продолжает образ Николая с головой в собственных руках (кефалофор), что является редким случаем в царской иконографии. Кефалофоры редки и в русской иконописи в целом. Помимо эсхатологических идей, образ царя-кефалофора связан с сербской духовной традицией, в которой святой Лазарь, деспотарь сербский, погибший на Косовом поле, также изображается держащим в руках свою отрубленную голову. Сербским митрополитом Николаем Велимировичем последний русский царь прямо сравнивался с королём Лазарем. Появление «неформальных» икон Николая было свидетельством остроты дискуссии вокруг его кончины и росте роли неофициальных версий его гибели.

### Мощи

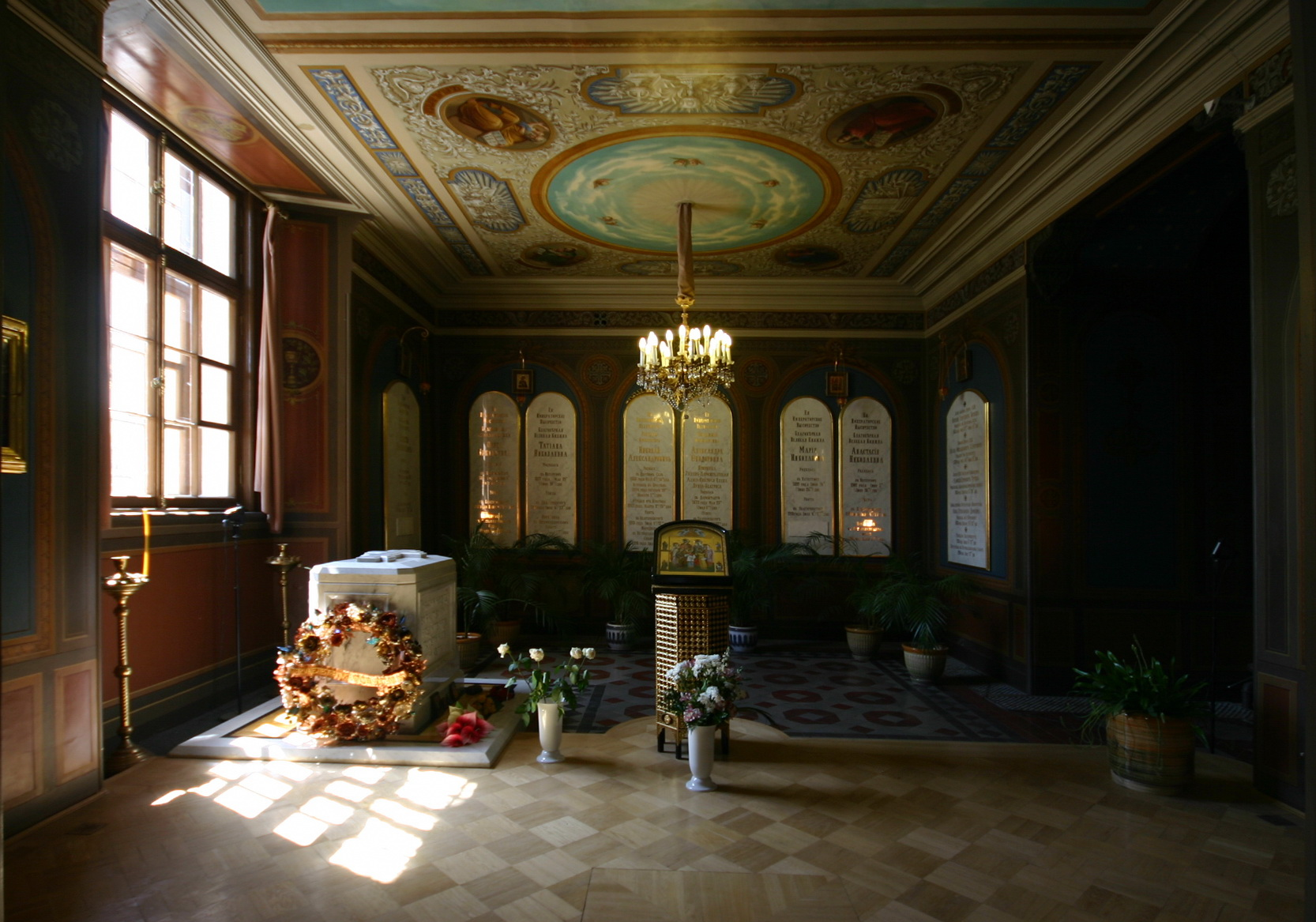
Захоронение царской семьи и их слуг в Петропавловском соборе

Патриарх Алексий II в преддверии занятий Архиерейского собора 2000 года, который совершил акт прославления царской семьи, говорил о останках, найденных под Екатеринбургом: «У нас есть сомнения в подлинности останков, и мы не можем призывать верующих поклоняться лжемощам, если в будущем они будут признаны таковыми». Митрополит Ювеналий, ссылаясь на суждение Священного синода от 26 февраля 1998 года («Оценка достоверности научных и следственных заключений, равно как и свидетельство об их незыблемости или неопровержимости, не входит в компетенцию Церкви. Научная и историческая ответственность за принятые в ходе следствия и изучения выводы относительно „екатеринбургских останков“ полностью ложится на Республиканский центр судебно-медицинских исследований и Генеральную прокуратуру Российской Федерации. Решение Государственной комиссии об идентификации найденных под Екатеринбургом останков как принадлежащих Семье Императора Николая II вызвало серьёзные сомнения и даже противостояния в Церкви и обществе»), докладывал Архиерейскому собору в августе 2000 года: «Захороненные 17 июля 1998 года в Санкт-Петербурге „екатеринбургские останки“ на сегодняшний день не могут быть признаны нами принадлежащими Царской Семье».
Из-за такой позиции Московской патриархии, которая не претерпела с тех пор изменений, останки, идентифицированные правительственной комиссией как принадлежащие членам царской семьи и захороненные в июле 1998 года в Петропавловском соборе, церковью в качестве святых мощей не почитаются.
Почитаются как мощи реликвии, обладающие более ясным происхождением, например, волосы Николая II, остриженные в трёхлетнем возрасте.

### Учение о царе-искупителе
Среди части православных монархистов распространено учение о царе-искупителе, согласно которой Николай II отождествляется с Христом как «искупитель». Критики именуют эту концепцию «ересью царебожия». Историк и социолог Н. А. Митрохин считает, что сектой царебожников называть нельзя, поскольку это оскорбительное наименование; также он отмечает, что секта стремится выделиться во что-то самостоятельное; исследователь относит царебожие к культизму и фундаменталистской части РПЦ.